# Bill Watrous
William Russell Watrous III (Middletown, 8 giugno 1939 – Los Angeles, 2 luglio 2018) è stato un trombonista statunitense.
Trombonista jazz di riferimento, è conosciuto dagli appassionati del genere per la sua esecuzione dell’arrangiamento di Sammy Nestico della ballata di Johnny Mandel "A Time for Love" che ha registrato su un album del 1993 con lo stesso nome. Si definiva un musicista "orientato al bop", era ben noto tra i colleghi trombonisti per la sua maestria tecnica e per la morbidezza del suono.

## Biografia
Cominciò a studiare con il padre, anch’egli trombonista. Mentre prestava servizio nella Marina degli Stati Uniti, studiò con il pianista e compositore jazz Herbie Nichols. Le sue prime esibizioni professionali furono nella band di Billy Butterfield.
La carriera inizia negli anni ’60 e collabora con alcuni giganti del jazz, come Maynard Ferguson, Woody Herman, Quincy Jones, Johnny Richards e il trombonista Kai Winding. Dal 1965 al 1968 ha suonato nella band del Merv Griffin Show.
Nel 1971 suona con il gruppo jazz fusion Ten Wheel Drive e nello stesso periodo forma una sua band, The Manhattan Wildlife Refuge Big Band, che registrò due album per la Columbia Records. La band fu successivamente ribattezzata Refuge West quando Watrous si trasferì nel sud della California.
Ha continuato a lavorare come bandleader, prendendo parte a molte registrazioni e continuando ad esibirsi nei jazz club. Nel 1983 collabora con Alan Raph per pubblicare Trombonisms, un metodo che spiega le tecniche di esecuzione del trombone. Nel 2001 viene pubblicato un albume registrato nel 1984 con Carl Fontana, che Watrous ha sempre citato come il suo trombonista preferito. Ha inoltre collaborato a San Diego con il suo buon amico ed ex studente, Dave Scott, un noto musicista jazz e conduttore televisivo.
Watrous ha insegnato per oltre vent’anni alla University of Southern California a Los Angeles, prima di andare in pensione nel 2015.